# Campyloneurus profugus
Campyloneurus profugus är en stekelart som beskrevs av Turner 1918. Campyloneurus profugus ingår i släktet Campyloneurus och familjen bracksteklar. Inga underarter finns listade.